# Dilhorne
Dilhorne es una parroquia civil y un pueblo del distrito de Staffordshire Moorlands, en el condado de Staffordshire (Inglaterra).

## Geografía
Según la Oficina Nacional de Estadística británica, Dilhorne tiene una superficie de 10,01 km².

## Demografía
Según el censo de 2001, Dilhorne tenía 458 habitantes (49,78% varones, 50,22% mujeres) y una densidad de población de 45,75 hab/km². El 16,16% eran menores de 16 años, el 76,2% tenían entre 16 y 74, y el 7,64% eran mayores de 74. La media de edad era de 41,57 años. Del total de habitantes con 16 o más años, el 26,56% estaban solteros, el 59,38% casados, y el 14,06% divorciados o viudos.
El 98,91% de los habitantes eran originarios del Reino Unido y el 1,09% de cualquier otro lugar salvo del resto de países europeos. Según su grupo étnico, el 99,34% eran blancos y el 0,66% asiáticos. El cristianismo era profesado por el 88,86% y el hinduismo por el 0,66%, mientras que el 5,68% no eran religiosos y el 4,8% no marcaron ninguna opción en el censo.
Había 176 hogares con residentes y 11 vacíos.